# Евсеев, Иван Евсеевич
Ива́н Евсе́евич Евсе́ев (1868, деревня Суровино, Островский уезд, Псковская губерния — 1921, село Каменка, Порховский уезд, Псковская губерния) — российский филолог-славист, специалист по текстологии славянской Библии, богослов, член-корреспондент АН.

## Биография
Иван Евсеевич родился в крестьянской семье. Окончил Псковское духовное училище, затем — Псковскую духовную семинарию. Поступил в Санкт-Петербургскую духовную академию, которую окончил в 1893 году со степенью кандидата богословия с правом получения степени магистра без нового устного испытания (курс XLI). В 1893 году за сочинение «Лукиановская рецензия LXX в славянском переводе» удостоен степени кандидата богословия.
Работал помощником библиотекаря в библиотеке Санкт-Петербургской духовной академии. В 1895 году совершил поездку на Восток для изучения рукописей библиотеки Александрийского патриархата в Каире. В 1897 году Евсеев за сочинение «Книга пророка Исайи в древнеславянском переводе» был удостоен степени магистра богословия. В 1898 году Евсеев назначен смотрителем Московского Заиконоспасского училища. Преподавал в Александровском коммерческом училище и Московском учительском институте.
С 1902 года Евсеев — инспектор Подольской духовной семинарии. С 1904 года Евсеев — инспектор Орловской духовной семинарии.
В 1906 году Иван Евсеевич защитил докторскую диссертацию «Книга пророка Даниила в древнеславянском переводе» и занял место доцента кафедры гомилетики, а затем сверхштатного профессора Санкт-Петербургской духовной академии. С 1907 года Евсеев — ординарный профессор. С 11 сентября 1909 года он возглавлял в Санкт-Петербургской духовной академии кафедру русского и церковнославянского языков и истории русской литературы.
С 1 января 1909 г. по 11 марта 1910 г. был редактором журнала Санкт-Петербургской духовной академии — «Церковный Вестник». 
Наряду с преподаванием он много времени уделял научным трудам, поставив перед собой цель подготовить авторитетное научное издание церковнославянской Библии и способствовать тем самым изданию нового русского её перевода. В 1910 году Евсеев принял участие в работе Международной комиссии по критическому изданию Септуагинты, возглавляемой А. Ральфсом, он подготовил описание 4 тысяч славянских манускриптов Священного Писания. В 1911 году Евсеев представил в Синод одобренный Советом Санкт-Петербургской духовной академии проект научного издания славянской Библии. С 1914 года Евсеев — член-корреспондент АН по отделению литературы и языка.
Ещё в 1903 году совместно с А. В. Михайловым он начал работу над проектом по подготовке критического издания славянской Библии. Более 12 лет он пытался найти финансирование, необходимое для реализации этого проекта. Он считал, что эту работу должна была возглавить Санкт-Петербургская духовная академия. В течение ряда лет Синод колебался и не принимал решения, и только в 1915 году при Петроградской духовной академии была создана Библейская комиссия по подготовке этого издания; Евсеев был назначен председателем Комитета по научному изданию Библии. В 1916 году Духовная академия приняла решение о выпуске переиздания Синодального перевода с существенными исправлениями, предложенными Евсеевым, и по его инициативе в рамках Поместного Собора с марта 1918 года стал действовать особый Библейский отдел, однако изданию помешала революция.
В 1918 году Евсеев переехал на жительство с семьей из Петрограда в село Каменка, Порховского уезда, Псковской губернии, одной из причин переезда было приглашение участвовать в организации Народного университета в городе Порхове. Этот проект не был осуществлён. После завершения сезона полевых работ Евсеев неоднократно приезжал на короткое время в Петроград для научных занятий и постоянно выражал готовность принимать участие в работе Библейской комиссии, если ему обеспечат минимальные средства к существованию.
Евсеев имел большую семью — 12 человек и находился с 1918 года до своей смерти в бедственном положении. Скоропостижно скончался от воспаления уха в 1921 году.

## Труды
- Лукиановская рецензия XLL в славянском переводе //  Христианское чтение. — 1894. Архивная копия от 15 декабря 2017 на Wayback Machine
- О древнеславянском переводе Ветхого завета : (Речь, прочит. 23 марта пред защитой магист. дис. «Книга пророка Исайи в древне-славянском переводе. В 2 ч. Ч. I: Славянский перевод книги пророка Исайи по рукописям XII—XVI вв. Ч. II: Греческий оригинал славянского перевода книги пророка Исайи». Спб., 1897 г.) / [И. Евсеев]. — 1897.
- Книга пророка Исайи в древнеславянском переводе : Ч. 1, Ч. 2. Славянский перевод книги пророка Исайи по рукописям XII—XV вв. Греческий оригинал славянского перевода книги пророка Исайи : В 2 ч. — Санкт-Петербург : т-во «Печатня С. П. Яковлева», 1897. Архивная копия от 14 апреля 2021 на Wayback Machine
- Григорий пресвитер, переводчик времени болгарского царя Симеона / И. Е. Евсеев. — СПб. : тип. Имп. Акад. наук, 1902.
- Археологические поиски в Буковине : [Чит. в годичном собрании Подольск. церковного историко-археол. о-ва 4 марта 1904 г.] / [Соч.] И. Евсеева. — Каменец-Подольск : тип. С. П. Киржацкого, 1904.
- Кто были древнейшие насельники Орловского края — вятичи? / И. Е. Евсеев. — Орел : тип. Губ. правл., [1906]. — 12 с. : табл.
- Словеса святых пророк, противоиудейский памятник по рукописи 15 в. / И. Е. Евсеев. — М., 1907.
- Археологические поиски в Орловском крае летом 1907 г. : Доложено Собранию Орл. церк. ист.-археол. о-ва 27 авг. 1907 г / [Проф. И. Евсеев]. — Орел : тип. Губ. правл., 1907.
- Лекции по гомилетике, чит. студентам С.-Петерб. духовной акад. орд. проф. д-ром богословия Иваном Евсеевичем Евсеевым в 1908/9 г. — СПб., ценз. 1909.
- Лекции по истории проповедничества орд. проф. И. Е. Евсеева, читанные студентам III курса Спб. Духовной академии в 1909/10 уч. году. — СПб.: Изд. студ. Ив. Лелюхин, 1910.
- Рукописное предание Славянской Библии : Речь, произнес. с некоторыми сокращ. на годич. акте, 17 февр. 1911 г., в С.-Петерб. духов. акад / Проф. И. Е. Евсеев. — Санкт-Петербург : тип. М. Меркушева, 1911.
  - // Учёные записки Российского Православного университета ап. Иоанна Богослова. Вып. 1. — М., 1995.
- XV-ый всероссийский археологический съезд в Новгороде / [Чл. О-ва, проф. И. Евсеев]. — Орел : тип. Е. А. Турчаниновой, 1912.
- Записка о научном издании славянского перевода библии и проект означенного издания : К 200-летию со времени первого царского указа об усовершенствовании славян. текста библии, 1712—1912 / Проф. И. Е. Евсеев. — СПб.: тип. М. Меркушева, 1912. Архивная копия от 23 сентября 2020 на Wayback Machine
- Геннадиевская библия 1499 года / И. Е. Евсеев. — Москва : Синод. тип., 1914.
- Острожская библия 1581 г. в старообрядческой перепечатке, Москва, 7422 (1914)-го года / [Проф. И. Евсеев]. — Санкт-Петербург : тип. М. Меркушева, 1914.
- Отзыв о сочинении Г. А. Воскресенского Древнеславянский апостол. Вып. 1-5. Сергив-Посад, Отд-ние рус. яз. и словесности Акад. наук, 1908 / Сост. проф. И. Е. Евсеевым. — СПб.: тип. Акад. наук, 1914. Архивная копия от 29 ноября 2020 на Wayback Machine
- Речь при открытии Комиссии по научному изданию славянской библии / Проф. И. Е. Евсеев. — Петроград: тип. М. Меркушева, 1915.
- Очерки по истории славянского перевода библии Архивная копия от 5 декабря 2020 на Wayback Machine / Проф. И. Е. Евсеев. — Петроград : тип. М. Меркушева, 1916. — VI, 166 с., 2 л. ил.
- Столетняя годовщина русского перевода библии : Речь, произнес. 31 янв. в акт. зале Имп. Петрогр. духов. акад. на годовом собр. Комис. по науч. изд. славян. библии / Проф. И. Е. Евсеев. — Петроград : Синод. тип., 1916. Архивная копия от 22 августа 2021 на Wayback Machine
- Собор и Библия / Проф. И. Евсеев. — Петроград : Синод. тип., 1917.
- Заметки по древне-славянскому переводу Св. писания  / [соч.] Ив. Евсеева. — СПб.: типография Императорской Академии наук, 1898—1902. Архивная копия от 30 сентября 2020 на Wayback Machine
- Книга пророка Даниила в древнеславянском переводе : введение и тексты / И. Е. Евсеев. — Изд. 2-е. — М.: URSS ЛЕНАНД, 2016. Архивная копия от 15 июня 2021 на Wayback Machine
- Книги 12 малых пророков с толкованиями в древне-славянском переводе. Приготовил к печ. Н. Л. Туницкий. Вып.1. Книги Осии, Иоиля, Амоса, Авдия и Ионы. Изд. Отд. рус. яз. и словесности Рос. акад. наук. Сергиев посад. 1918.

- Магистерский коллоквиум в нашей Академии : [при защите диссертации: Книга пророка Исаии в древнеславянском переводе. И. Е. Евсеева]. — [С.-Петербург, 1897].
- Годичное собрание Подольского епархиального историко-статистического комитета в новом помещении Древнехранилища. [14 февраля 1903 г.]. — Кам[енец]-Под[ольск], [1903]. В книге также: Очерк деятельности Историко-статистического комитета и учрежденного им Древнехранилища за прежнее время / Н. Яворский. Литературное наследие св. первоучителя Кирилла / И. Евсеев. Историческая справка о Каменецких подоминиканских зданиях, в коих поместилось Древнехранилище Историко-статистического комитета / Свящ. Е. Сецинский . — Без тит. л. и обл. . — Из «Подол. епарх. вед.» 1903
- Материалы, по археологии Кавказа, собранные экспедициями Московского археологического общества… Вып. 11 : Вып. 11 , [Коридетское евангелие / [Соч.] Ив. Евс. Евсеева; Предисл. проф. Зодена на нем. яз.]. — 1907. — XVIII, 49 с., L л. факс
- Отчет о состоянии С.-Петербургской духовной академии… … за 1910 год. — 1911. — 52, 32 с. Примечания: В кн. также: Рукописное предание славянской Библии / И. Е. Евсеев